# Каюела
Каюела (ісп. Cayuela) — муніципалітет в Іспанії, у складі автономної спільноти Кастилія-і-Леон, у провінції Бургос. Населення — 184 особи (2010).
Муніципалітет розташований на відстані близько 210 км на північ від Мадрида, 14 км на південний захід від Бургоса.
На території муніципалітету розташовані такі населені пункти: (дані про населення за 2010 рік)
- Каюела: 63 особи
- Вільям'єль-де-Муньйо: 121 особа

## Демографія
Динаміка населення (INE ):